# Julio César Rodriguez Signes

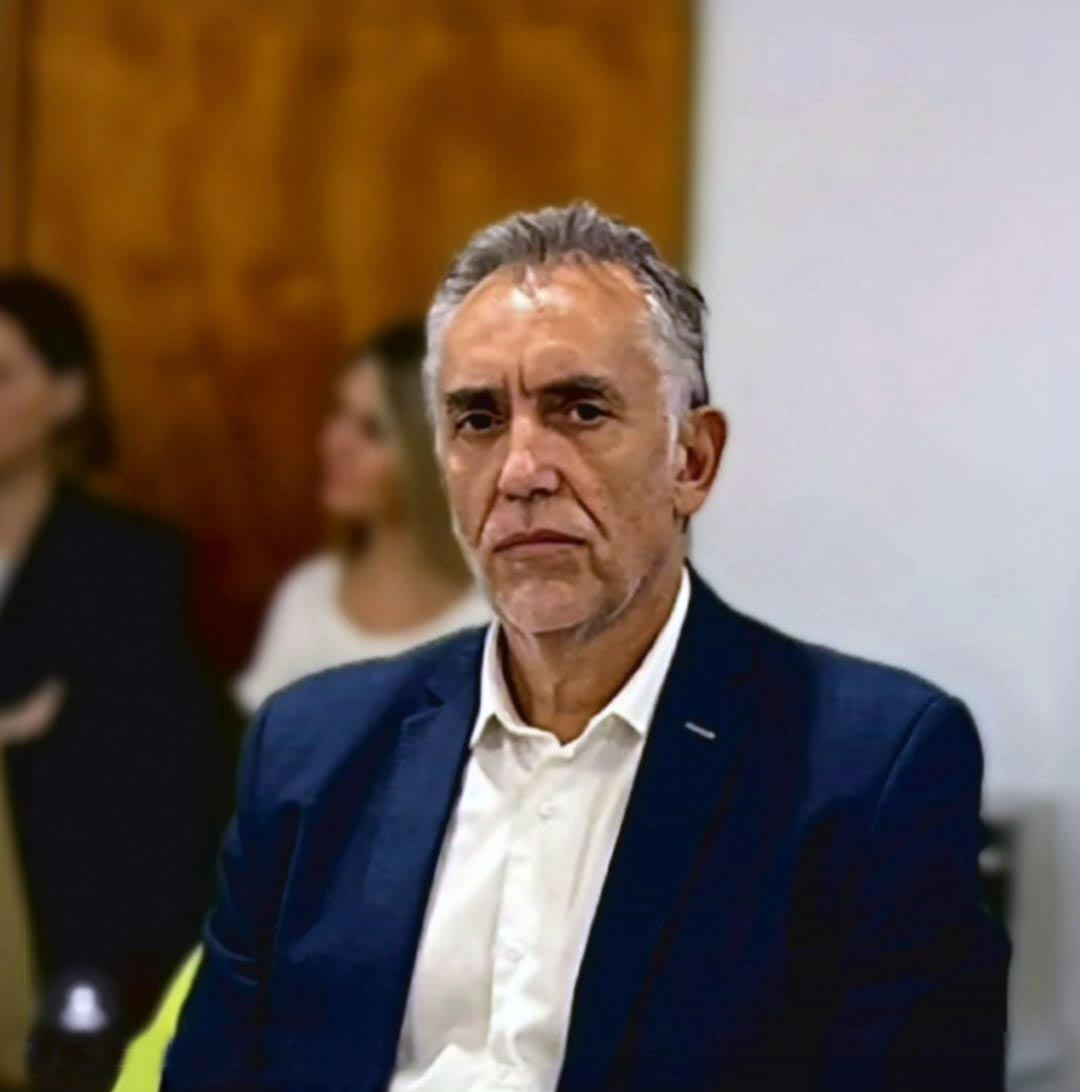
Julio César Rodríguez Signes

Julio César Rodríguez Signes (Paraná, Entre Ríos, 8 de junio de 1962) es un político argentino. De profesión abogado, es Fiscal de Estado de la Provincia de Entre Ríos desde el año 2008. Es el vicepresidente del Foro de Fiscales de Estadode la República Argentina.

## Orígenes
Es hijo de Tulio Francisco Rodríguez Signes (abogado, autor del libro El Caso de las Islas Lechiguanas, 1972, en el cual denunció el despojo territorial al que era sometida Entre Ríos en el Delta) y de Ana Carmen Pérez. Su abuelo, Agustín Rodríguez fue gerente de Molinos Río de la Plata y Presidente de la Cámara Arbitral de Cereales de Entre Ríos y su abuela, Ema Signes, fue docente.

## Estudios
Julio César Rodríguez Signes cursó sus estudios primarios en las escuelas públicas República de Entre Ríos y Manuel Belgrano, de Paraná. Egresó en 1980 con el título de bachiller con orientación físico matemática de la Escuela Normal José María Torres.
Obtuvo el título de abogado en la Facultad de Ciencias Jurídicas y Sociales de la Universidad Nacional del Litoral. 
Se especializó en Derecho Administrativo en la misma facultad y en la Escuela de Abogados del Estado de la Procuración del Tesoro de la Nación.

## Carrera política

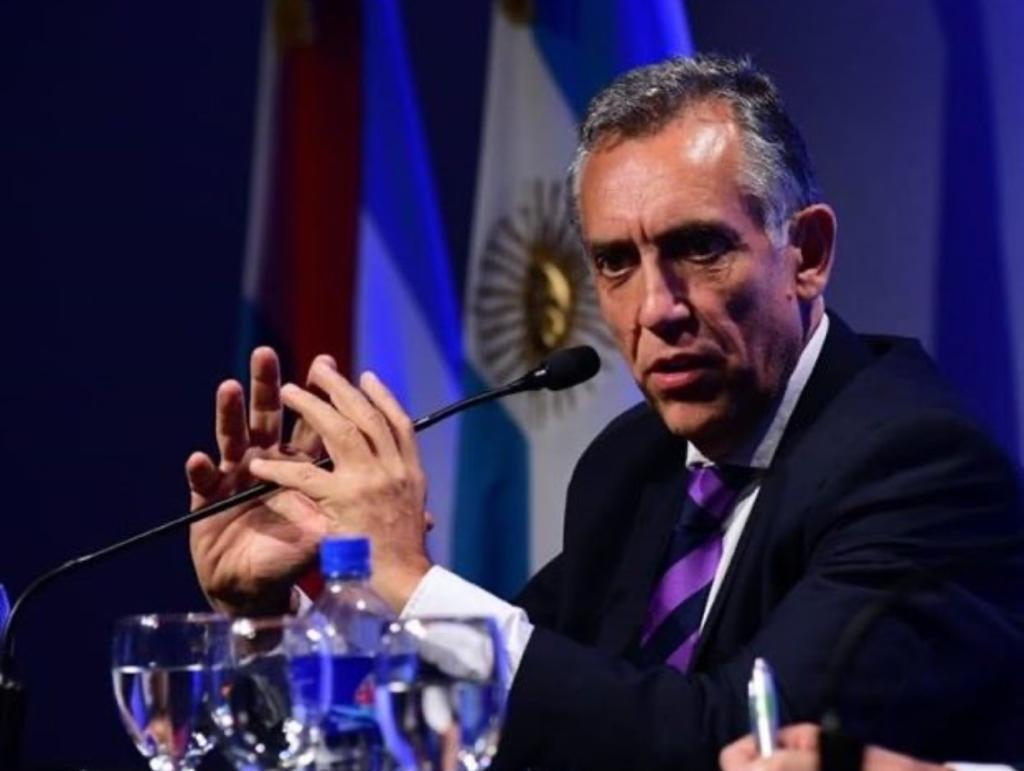
Rodríguez Signes disertando en el Congreso de Derecho Administrativo

En 1981 cumplió el servicio militar obligatorio en el Hospital Militar y en 1982 fue incorporado como soldado reservista alistado para la guerra de Malvinas.
Desde diciembre de 1981 y hasta 1983 se desempeñó en la Secretaría de Salud Pública, en la ejecución del Programa de Atención Primaria de la Salud. Y entre los años 1983 y 1992 fue cronista de la Gobernación de Entre Ríos.
En 1982, una vez concluida la guerra de Malvinas, se sumó a la Juventud Radical, en el Movimiento de Renovación y Cambio que lideraba Raúl Alfonsín. Fue presidente de la Juventud Radical entre 1988 y 1990.
Fue concejal de la Ciudad de Paraná (1995-1999);  presidente del bloque de la UCR y Presidente del Concejo Deliberante (1998-1999).
Diputado provincial (1999-2003), presidente del bloque de la UCR y Presidente de la Cámara de Diputados (2001-2003).
Fue designado Fiscal de Estado de la Provincia de Entre Ríos el 1 de febrero de 2008 y desde allí ha ejercido la defensa en juicio de los intereses patrimoniales de la Provincia en más de quince mil juicios.
Es Vicepresidente del Foro de Fiscales de la República Argentina (2009 a la fecha). 
Es fundador del Centro de Medicina Nuclear (CEMENER), junto con autoridades del Instituto de Obra Social de la Provincia de Entre Ríosy de la Comisión Nacional de Energía Atómica. Representa a Entre Ríos en el Ente de Control y Gestión de la Hidrovía.
Es docente de la cátedra de Derecho Público y Privado de la Universidad Autónoma de Entre Ríos, de la Escuela de Abogados del Estado de la Nación y codirector de carreras de Posgrado en Derecho Administrativo. Es secretario de Derecho Público Provincial y Municipal de la Asociación Argentina de Derecho Administrativo
A partir de 1992 se desempeñó como titular de su propio Estudio Jurídico; en 2005 fundó una empresa de transportes y servicios logísticos y un emprendimiento de hotelería.

## Rol como Fiscal de Estado de Entre Ríos
Entre 2008 y 2024, el Fiscal de Estado de Entre Ríos, Julio Rodríguez Signes, ha intervenido en 40167 causas judiciales en defensa de los intereses patrimoniales de la Provincia de Entre Ríos, y ha emitido 12000 dictámenes. La base económica de las intervenciones alcanza los dos billones de pesos.